# Daphniaden
Daphniaden zijn dryaden oftewel nimfen die de bomen beschermen. Sommige beschermen de laurier, anderen zijn nimfen van de zwarte populier, wijnstok, hazelaar, kersenboom, moerbeiboom, iep of vijgenboom.